# 戸田裕介
戸田裕介（とだ ゆうすけ、1962年11月19日 - ）は、日本の彫刻家、武蔵野美術大学教授。
物質性が直接的に現れる作品の多くに、因果律や無常観と、偶発を積極的に表現に取り入れる思想が見られる。

## 経歴
広島県広島市出身。広島市立基町高等学校卒業。武蔵野美術大学彫刻学科卒業。同大学院彫刻専攻修了。日航財団空の日芸術賞受賞。ロイヤル・カレッジ・オブ・アート彫刻専攻PEP修了。

## 作品収蔵先
- 朝倉文夫記念公園
- 小田原市上府中公園
- さきたま緑道彫刻プロムナード
- 平塚市総合公園
- 緑と花と彫刻の博物館

他